# Registre Internet national
Un registre Internet national (ou NIR, en anglais « National Internet Registry ») est une organisation sous la tutelle d'un registre Internet régional dont la mission est d'allouer des blocs d'adresses IP et des numéros d'AS dans sa zone géographique, au niveau d'un pays ou d'une zone économique.
Il n'y a pas de NIR dans la zone du RIPE NCC.
Les NIR opèrent principalement dans la région Asie-Pacifique sous l'autorité de l'APNIC, le registre Internet régional pour cette région. D'autres opèrent en Amérique latine sous l'autorité du LACNIC.

## Liste des NIR

### Sous l'autorité de l'APNIC
- Asosiasi Penyelenggara Jasa Internet Indonesia (APJII), Association de FAI Indonésien.
- CNNIC, China Internet Network Information Center.
- JPNIC, Japan Network Information Center.
- KRNIC, National Internet Development Agency of Korea.
- SGNIC, Singapore Network Information Centre.
- TWNIC, Taiwan Network Information Center.
- VNNIC, Vietnam Internet Network Information Center.

### Sous l'autorité du LACNIC
- NIC Argentine (Network Information Center Argentina)
- NIC Bolivie
- NIC Chili
- NIC Mexique
- NIC Brésil